# Загорье (Ростовская область)
Загорье — посёлок в Сальском районе Ростовской области России.
Входит в Гигантовское сельское поселение.

## География

### Улицы
- ул. Кирова,
- ул. Молодёжная,
- ул. Набережная,
- ул. Садовая,
- ул. Урожайная.

## История
В 1987 году указом ПВС РСФСР поселку первого отделения зерносовхоза «Гигант» присвоено наименование Загорье.

## Население
| 2010 |
| ---- |
| 264  |